# 斉藤和季
齊藤 和季（さいとう かずき、1954年 - ）は、日本の薬学者。薬学博士。

## 人物
長野県出身。1977年に東京大学薬学部製薬化学科を卒業し、東京大学大学院薬学系研究科に進学した。奥田重信教授の指導の下で研鑽を積み、1982年に薬学博士号を取得。慶應義塾大学医学部に移り、加藤隆一教授のもとで助手を務めた後、1985年に千葉大学薬学部生薬学研究室（村越勇教授）の助手に就任した。1987年にはベルギーにあるゲント大学のマルク・ファン・モンタギューが教授を務める植物分子遺伝学教室に留学し博士研究員となり、1995年に千葉大学薬学部教授に昇任。2005年からは理化学研究所植物科学研究センター（後に環境資源科学研究センターに組織改編）のグループディレクター、副センター長に就任。後にセンター長を務める。2020年3月に千葉大学大学院薬学研究院・薬学部の教授を退官。同年4月には千葉大学名誉教授に就任した。
植物における二次代謝の原理と意義を明らかにするために、メタボローム解析をゲノム解析やトランスクリプトーム解析と統合することで、植物二次代謝経路内の未知遺伝子について機能を決定する統合オミクス研究プラットフォームを構築し、「ファイトケミカルゲノミクス」という新しい研究分野の開拓を行った。

## 来歴
- 1977年　東京大学薬学部製薬化学科卒業
- 1981年　東京大学大学院薬学系研究科修了
- 1981年　慶應義塾大学医学部助手
- 1982年　薬学博士号取得
- 1985年　千葉大学薬学部助手
- 1987年　ゲント大学遺伝学教室博士研究員
- 1990年　千葉大学薬学部講師
- 1993年　千葉大学薬学部助教授
- 1995年　千葉大学薬学部助教授
- 2005年　理化学研究所植物科学研究センターグループディレクター
- 2010年　理化学研究所植物科学研究センター副センター長
- 2013年　理化学研究所環境資源科学研究センター副センター長・グループディレクター
- 2016年　千葉大学大学院薬学研究院・薬学部研究院長・学部長
- 2019年　千葉大学植物分子科学研究センターセンター長
- 2020年　千葉大学名誉教授
- 2020年　千葉大学国際高等研究基幹（植物分子科学研究センター）特任教授
- 2020年　特定国立研究開発法人理化学研究所環境資源科学研究センターセンター長、グループディレクター [3]

## 学術賞
- 1993年　日本薬学会奨励賞[4]
- 2008年　トムソン・ロイター社 Fast Breaking Papers 2008[5]
- 2010年　米国植物生物学会 ASPB TOP AUTHORS
- 2010年　文部科学大臣表彰 科学技術賞 (研究部門）[6]
- 2011年　日本植物細胞分子生物学会 学術賞[7]
- 2014年　日本植物生理学会 PCP論文賞[8]
- 2014年　トムソン・ロイター社 Highly Cited Researchers 2014 [9]
- 2014年　日本生薬学会 生薬学会賞 [10]
- 2015年　米国植物生物学会 ASPB TOP AUTHORS [11]
- 2016年　トムソン・ロイター社 Highly Cited Researchers 2015 [12]
- 2016年　日本植物生理学会 学会賞 [13]
- 2017年　Clarivate Analytics社 Highly Cited Researchers 2016 [14]
- 2017年　日本生薬学会 日本生薬学会論文賞[15]
- 2017年　日本薬学会 薬学会賞 [16]
- 2017年　Clarivate Analytics社 Highly Cited Researchers 2017 [17]
- 2018年　日本生薬学会 日本生薬学会論文賞 [15]
- 2018年　国際メタボロミクス学会 終身名誉フェロー[18]
- 2018年　Clarivate Analytics社 Highly Cited Researchers 2018 [19]
- 2019年　Clarivate Analytics社 Highly Cited Researcher 2019 [20]
- 2020年　Clarivate Analytics社 Highly Cited Researcher 2020 [21]
- 2021年　Clarivate Analytics社 Highly Cited Researcher 2021 [22]

## 栄典
- 2018年　紫綬褒章[23]

## 主要な著書
- 『植物による環境負荷低減技術 : ファイトレメディエーション』エヌ・ティー・エス、2000年
- 『薬用資源学 (薬学教科書シリーズ) 』丸善、2002年
- 『植物の代謝コミュニケーション―植物分子生理学の新展開 』共立出版、2004年
- 『Plant metabolomics』Springer、2006年
- 『植物ゲノム科学辞典 』朝倉書店、2009年
- 『天然医薬資源学 』廣川書店、2011年
- 『植物はなぜ薬を作るのか (文春新書) 』文藝春秋、2017年
- 『植物メタボロミクス : ゲノムから解読する植物化学成分』裳華房、2019年